# インデン
インデン (indene) は、分子式がC9H8と表される二環性の炭化水素。可燃性。ベンゼンがシクロペンタジエン環と縮合した構造を持つ。純粋なインデンは無色だが、保管中に起こる重合や酸化により淡黄色を呈する。主な工業的用途として、熱可塑性を持つクマロン-インデン樹脂の原料となる。

## 単離
インデンは天然に存在し、コールタールの175-185 ℃付近の留分から得られる。その留分を金属ナトリウムと加熱して "sodio-indene" として沈殿させる。インデンは弱い酸性を持つため、金属ナトリウムの作用により塩を作るのである。"sodio-indene" から水蒸気蒸留によりインデンを取り出す。

## 反応
インデンは容易に重合反応を起こす。また、二クロム酸により酸化するとホモフタル酸（o-カルボキシルフェニル酢酸）を与える。インデンはナトリウムエトキシドの存在下、シュウ酸エチルと縮合してインデン-シュウ酸エステルを作る。また、インデンは塩基の存在下にアルデヒドやケトンと縮合して強い発色を示すベンゾフルベンとなる。また、シクロペンタジエン同様にプロトンの引き抜きによりインデニルアニオンとなり、有機金属化学において配位子として利用される。インデニルアニオンは η5-配位子としてだけではなく η3-配位子としての性質も強いことから、シクロペンタジエニルアニオンとは異なった反応性を示すことがあり、インデニル効果 (indenyl effect) と呼ばれる。

## 安全性
日本の消防法では危険物第4類・第3石油類に分類される。目に対する強い刺激性、皮膚に対する軽度の刺激性がある。吸入により、肝臓・腎臓・脾臓に対する障害のおそれがある。